# The Dark Tower (pièce de théâtre)
Pour les articles homonymes, voir The Dark Tower.
The Dark Tower est une pièce de théâtre de George S. Kaufman et Alexander Woollcott jouée pour la première fois le 25 novembre 1933 au Morosco Theatre de New York. L'année suivante, elle est adaptée au cinéma dans le film d'Archie Mayo L'Homme aux deux visages.